# Lista de discussão do núcleo Linux
A Linux kernel mailing list (LKML), em português Lista de Discussão do Núcleo Linux, é a principal lista de discussão para o desenvolvimento do Linux, onde a maioria dos anúncios, discussões, debates e flamewars sobre o núcleo acontecem Inúmeras outras listas existem para discutir diferentes subsistemas e porções do Linux, mas a LKML é a principal para se comunicar com os desenvolvedores do Linux.  É uma lista de alto movimento, geralmente recebendo entre 200 e 300 mensagens por dia.
O Linux utiliza um fluxo de trabalho governado pela LKML, que é o da catedral e do bazar, em que o desenvolvimento do Linux acontece. No seu livro Linux Kernel Development (em português:  Desenvolvimento do Núcleo Linux´), Robert Love nota que:

Se a comunidade do núcleo Linux tivesse que existir em algum lugar fisicamente, o lugar se chamaria o lar da Lista de Discussão do Núcleo Linux.
A LKML é o lugar central onde os desenvolvedores do Linux ao redor do mundo conversam sobre detalhes de implementação, e discutem outros empecilhos. Os lançamentos oficiais do kernel Linux são indicados por um email na LKML. Novos recursos são discutidos e a maior parte do código é enviado para a lista antes de qualquer ação ser tomada. Também é o local oficial para reportar defeitos no Linux, no caso de alguém não encontrar um mantenedor para o qual o defeito deva ser reportado. Um autor controverso sugere que foi na LKML que Tux, o mascote oficial do Linux, foi sugerido e refinado. Muitas companhias associadas ao Linux fazem anúncios e propostas na LKML; por exemplo, Novell, Intel, VMware, IBM  etc.
Os assinantes de lista incluem todos os mantenedores do Linux (Linus Torvalds, Marcelo Tosatti, Alan Cox, Andrew Morton) além de outras figuras conhecidas nos círculos do Linux (como Jeff V. Merkey, Eric S. Raymond etc.). Um estudo de 2000 descobriu que 14.535 pessoas, de pelo menos 30 países diferentes, enviou pelo menos um e-mail para a LKML entre 1995 e 2000 para participar na discussão do desenvolvimento do Linux.
Autores de livros como The Linux Kernel Development As A Model of Open Source Knowledge Creation (em português:  O modelo de desenvolvimento do núcleo Linux como um modelo de criação de conhecimento de fontes abertas) e Motivation of Software Developers in Open Source Projects (em português:  Motivação de desenvolvedores de software nos projetos de fontes abertas), e Recovering Device Drivers (em português:  Recuperando drivers de dispositivo) fizeram uso da LKML para seus estudos e pesquisas.
O e-mail de notícias Kernel Traffic (em português:  Tráfego do Kernel) costumava cobrir as atividades da lista de discussão do Linux. Arquivos da lista de discussão estão disponíveis em vários sítios da internet.